# Raffaele Balsamo
Raffaele Balsamo (Caserta, 7 maggio 1885 – Napoli, 22 novembre 1946) è stato un cantante italiano.

## Biografia
Dotato di una voce tenorile di chiara intonazione, incise prevalentemente canzoni del primo repertorio napoletano, lanciando in alcuni casi brani che sarebbero poi nel tempo entrati a far parte dei classici della canzone partenopea, come Serenata a Surriento, incisa per la Favorite Record il 22 settembre 1909.
Fu attivo in America dal 1922 al 1928; durante questo periodo, incise per le case discografiche Victor e Columbia brani come 'A canzone 'e Santa Lucia, Arrivanno a Napule, Cielo celeste (versione italiana della celebre canzone messicana Cielito lindo), Vals d'ammore, Napule 'E Tutt' Ora, Suonne di aprile, Terra luntana, Mamma luntana e Senza mamma.
Nel 1933 prese parte alla Piedigrotta E. A. Mario con altri cantanti, tra i quali Ria Rosa, Salvatore Papaccio, Armando Gill, Carlo Buti e Lia Negrita.
Tra il 1938 e il 1942 interpretò anche cinque film, in ruoli secondari.
Tra i suoi successi, si ricordano anche: Musollino carcerato, Chitarre napulitane, Senza 'a varca, Carnevale 'ngalera e Palomma.

## Filmografia
- Napoli d'altri tempi, regia di Amleto Palermi (1938)
- Il ladro, regia di Anton Germano Rossi (1939)
- San Giovanni decollato, regia di Amleto Palermi (1940)
- La fanciulla di Portici, regia di Mario Bonnard (1940)
- Rossini, regia di Mario Bonnard (1942)